# Metalmorfosis
Albums de Barón Rojo
Volumen brutal
(1982) Barón al rojo vivo
(1984)
Singles
1. Casi me mato
Sortie : 1983
2. El Malo
Sortie : 1983

Metalmorfosis est le troisième album studio du groupe de Heavy metal espagnol Barón Rojo. Il est sorti le 16 mai 1983 sur le label Chapa Discos et a été produit par Vicente Romero et le groupe.

## Historique
Cet album a été enregistré début 1983 aux Battery Studios de Londres.
À l'origine deux titres supplémentaires "Invulnerable" et "Herencia Lethal" devaient figurer sur l'album vinyl, mais par manque de place, il fallut les graver sur un 45 tours qui fut offert avec les 20 000 premiers exemplaires de l'album. Cet album sera certifié disque d'or en Espagne pour plus de 50 000 albums vendus.
Le titre de l'album fut trouvé par Carolina Cortés la compagne de Jose-Luis "Sherpa" Campuzano.

## Liste des titres

### Album
Face 1
| No | Titre              | Auteur                                                  | Durée |
| -- | ------------------ | ------------------------------------------------------- | ----- |
| 1. | Casi me mato       | Armando De Castro, Jose-Luis Campuzano, Carolina Cortés | 3:41  |
| 2. | Rokero indomable   | A. De Castro, Carlos De Castro, Campuzano               | 3:59  |
| 3. | Tierra de Vandalos | A. De Castro, C De Castro                               | 3:39  |
| 4. | ¿Que puedo hacer?  | C. De Castro                                            | 4:32  |
| 5. | Siempre estàs alli | A. De Castro, Campuzano, Cortés                         | 6:29  |

Face 2
| No | Titre               | Auteur                               | Durée |
| -- | ------------------- | ------------------------------------ | ----- |
| 6. | Hiroshima           | A. De Castro, C De Castro, Campuzano | 6:45  |
| 7. | El malo             | Campuzano, Cortés                    | 5:24  |
| 8. | Diosa razon         | A. De Castro, C De Castro, Campuzano | 4:14  |
| 9. | Se escapa el tiempo | A. De Castro, Campuzano, Cortés      | 4:56  |

### Single 7" offert
Face A
| No | Titre        | Auteur       | Durée |
| -- | ------------ | ------------ | ----- |
| 1. | Invulnerable | A. De Castro | 5:37  |

Face B
| No | Titre           | Auteur                          | Durée |
| -- | --------------- | ------------------------------- | ----- |
| 1. | Herencia lethal | A. De Castro, Campuzano, Cortés | 4:13  |

## Musiciens du groupe
- Armando De Castro : guitares, chœurs.
- Carlos De Castro : guitares, chœurs, chant sur Rockero indomable, Tierra de vandalos, Qué puedo hacer?, Hiroshima et Diosa razon.
- Jose-Luis "Sherpa" Campuzano : basse, chœurs, chant sur Casi me mato, Siempre estàs alli, El malo et Se escapa el tiempo.
- Hermes Calabria : batterie, percussion.

## Certifications
| Pays    | Certification | Ventes   | Date |
| ------- | ------------- | -------- | ---- |
| Espagne | Or            | 50 000 + | 1983 |